# José Vicente (dramaturgo)
José Vicente de Paula (Alpinópolis, 1945 — São Paulo, 2007) foi um dramaturgo brasileiro. 

## Biografia[1]
Entra para o Seminário de Guaxupé em 1957, aos 12 anos. Em 1964, abandona o curso de seminarista e vem para São Paulo. Cursa dois anos de direito na Faculdade Laudo de Camargo, em Ribeirão Preto, e forma-se em Filosofia pela Universidade de São Paulo, USP. Em 1967, escreve a primeira peça, Santidade, sobre um ex-seminarista, que, vivendo em São Paulo às custas do amante, recebe a visita do irmão que está para ordenar-se padre, colocando em xeque sua vocação religiosa. A montagem que teria direção de Fauzi Arap e produção da atriz Tônia Carrero, é censurada pelo marechal Costa e Silva em 1968, declarando em rede televisiva que aquele era "o exemplo de espetáculo que jamais seria encenado no país."
A estreia de José Vicente no teatro acontece em 1969, com a montagem de O Assalto pelo Teatro Ipanema, com direção de Fauzi Arap e atuação de Rubens Corrêa e Ivan de Albuquerque. A peça obtém sucesso imediato, projetando o nome de José Vicente na dramaturgia brasileira, ao lado de Leilah Assumpção, Isabel Câmara, Consuelo de Castro e Antônio Bivar. Esses autores, com linhagens diversificadas, devassam a intimidade de suas personagens, levando o conflito às últimas consequências. Temas como religião, homossexualidade e drogas são tratados com enfoque existencial e subjetivo, com diálogos que beiram o absurdo. O texto enfoca o problema da prostituição masculina em que o bancário Victor assedia moralmente o faxineiro Hugo após o expediente. José Vicente é agraciado como melhor autor de 1968, com os prêmios Molière, Golfinho de Ouro e Associação Paulista de Críticos Teatrais, APCT.
Os Convalescentes, segunda peça do autor, encenada em 1970 por Gilda Grillo, propõe uma caótica discussão sobre o destino do intelectual latino-americano.
Hoje É Dia de Rock, mais uma direção de Ivan de Albuquerque produzida, em 1971, pelo Teatro Ipanema, torna-se o maior sucesso do grupo, em cartaz por dois anos com lotação esgotada. Essa peça, verdadeira celebração coletiva que, no dizer de Mariângela Alves de Lima, propunha indiretamente "a utopia de um reino livre, o reino interior de cada ser humano onde é possível exercer-se". José Vicente faz uma espécie de autobiografia lírica. No estilo do realismo fantástico de Gabriel García Márquez, fala de uma terra paradisíaca e da desagregação da comunidade que lá vivia, trazendo ecos de sua própria infância. O texto lhe propicia o segundo Moliére. Com grande empatia pela dramaturgia de José Vicente, o Teatro Ipanema ainda encenará Ensaio Selvagem, dirigido por Rubens Corrêa, em 1974, e A Chave das Minas, novamente com direção de Ivan de Albuquerque, em 1977. 
Em 1997, Fauzi Arap retoma o antigo projeto ao encenar Santidade, que, além da boa repercussão da crítica, tem o mérito de trazer de volta a poética desse dramaturgo que há muito não volta à cena. José Vicente volta a ser prestigiado com os principais prêmios do ano.
Convertido ao cristianismo, José Vicente declara-se um "cristão recolhido do teatro e da vida social". Publica sua autobiografia, Os Reis da Terra, em 1982.
A originalidade e diversidade são mencionadas pelo crítico Yan Michalski no programa de Hoje É Dia de Rock: "José Vicente é um artista livre. Ele escreve sem se preocupar com técnica, crítica, público ou até mesmo com uma coerência, formal ou temática.(…) Acontece que José Vicente é um ser mutante, e se assume como tal. Por isso, em cada peça ele nos entrega apenas uma faceta de sua complexa estrutura humana - aquela faceta que no momento de escrever calhou ter aflorado à superfície da sua sensibilidade".
Faleceu no dia 22 de setembro de 2007, vítima de um ataque cardíaco fulminante, quando dormia.

## Peças[3]
- 1967 - São Paulo -   Santidade (autor e ator);
- 1969 - Rio de Janeiro -  O Assalto;
- 1970 - Rio de Janeiro -  Os Convalescentes;
- 1971 - Rio de Janeiro -  Hoje É Dia de Rock;
- 1971 - São Paulo -  A Última Peça;
- 1973 - São Paulo -  Hoje É Dia de Rock;
- 1974 - Rio de Janeiro -  Ensaio Selvagem;
- 1977 - Rio de Janeiro -  A Chave das Minas;
- 1979 - Porto Alegre -  Ensaio Selvagem;
- 1980 - Rio de Janeiro -  Hoje É Dia de Rock;
- 1983 - São Paulo -  Rock and Roll;
- 1985 - Petrolina -  Hoje É Dia de Rock;
- 1994 - São Paulo -  O Assalto;
- 1998 - São Paulo -  Santidade;
- 2004 - Porto Alegre -  O Assalto.

## Livro
- 1984 - Rio de Janeiro - Os Reis da Terra  (Ed. Nova Fronteira).